# Chloé Trespeuch
Chloé Trespeuch (ur. 13 kwietnia 1994 w Bourg-Saint-Maurice) – francuska snowboardzistka, specjalizująca się w snowcrossie, srebrna i brązowa medalistka olimpijska.

## Kariera
Po raz pierwszy na arenie międzynarodowej pojawiła się 15 grudnia 2007 roku w Avoriaz, gdzie w zawodach FIS Race zajęła jedenaste miejsce w half-pipie. W marcu 2011 roku wystartowała na mistrzostwach świata juniorów w Valmalenco, zdobywając srebrny medal w snowcrossie. Wynik ten powtórzyła na rozgrywanych dwa lata później mistrzostwach świata juniorów w Erzurum. W zawodach Pucharu Świata zadebiutowała 24 marca 2011 roku w Arosie, zajmując dwunaste miejsce w snowcrossie. Tym samym już w swoim debiucie wywalczyła pierwsze pucharowe punkty. Pierwszy raz na podium zawodów tego cyklu stanęła 14 marca 2015 roku w Veysonnaz, kończąc rywalizację w snowcrossie na trzeciej pozycji. W zawodach tych wyprzedziły ją tylko Włoszka Michela Moioli i inna Francuzka, Nelly Moenne-Loccoz. Najlepsze wyniki w Pucharze Świata osiągnęła w sezonie 2017/2018, kiedy to zajęła drugie miejsce w klasyfikacji generalnej snowcrossu.
W 2017 roku zdobyła srebrny medal podczas mistrzostw świata w Sierra Nevada, rozdzielając Lindsey Jacobellis z USA i Michelę Moioli. Na tych samych mistrzostwach w parze z Nelly Moenne-Loccoz zwyciężyła w snowcrossie drużynowym. Była też między innymi czwarta na mistrzostwach świata w Stoneham w 2013 roku. W 2014 roku wystąpiła na igrzyskach olimpijskich w Soczi, gdzie wywalczyła brązowy medal. W zawodach tych wyprzedziły ją jedynie Czeszka Eva Samková i Kanadyjka Dominique Maltais. Była też piąta podczas igrzysk w Pjongczangu w 2018 roku.

## Osiągnięcia

### Igrzyska olimpijskie
| Miejsce | Dzień     | Rok  | Miejscowość | Konkurencja              | Zwyciężczyni       |
| ------- | --------- | ---- | ----------- | ------------------------ | ------------------ |
| 3.      | 16 lutego | 2014 | Soczi       | Snowcross                | Eva Samková        |
| 5.      | 16 lutego | 2018 | Pjongczang  | Snowcross                | Michela Moioli     |
| 2.      | 9 lutego  | 2022 | Pekin       | Snowcross                | Lindsey Jacobellis |
| 13.     | 12 lutego | 2022 | Pekin       | Snowboardcross drużynowy | Stany Zjednoczone  |

### Mistrzostwa świata
| Miejsce | Dzień       | Rok  | Miejscowość   | Konkurencja         | Zwyciężczyni       |
| ------- | ----------- | ---- | ------------- | ------------------- | ------------------ |
| 4.      | 26 stycznia | 2013 | Stoneham      | Snowcross           | Maëlle Ricker      |
| 12.     | 16 stycznia | 2015 | Kreischberg   | Snowcross           | Lindsey Jacobellis |
| 2.      | 12 marca    | 2017 | Sierra Nevada | Snowcross           | Lindsey Jacobellis |
| 1.      | 13 marca    | 2017 | Sierra Nevada | Snowcross drużynowy | Francja            |
| 7.      | 1 lutego    | 2019 | Solitude      | Snowcross           | Eva Samková        |
| 5.      | 3 lutego    | 2019 | Solitude      | Snowcross drużynowy | Stany Zjednoczone  |
| 7.      | 11 lutego   | 2021 | Idre Fjäll    | Snowcross           | Charlotte Bankes   |
| 9.      | 12 lutego   | 2021 | Idre Fjäll    | Snowcross drużynowy | Australia          |

### Puchar Świata

#### Miejsca w klasyfikacji generalnej snowcrossu
- sezon 2010/2011: 26.
- sezon 2011/2012: 8.
- sezon 2012/2013: 20.
- sezon 2013/2014: 9.
- sezon 2014/2015: 4.
- sezon 2015/2016: 4.
- sezon 2016/2017: 4.
- sezon 2017/2018: 2.
- sezon 2018/2019: 5.
- sezon 2019/2020: 3.
- sezon 2020/2021: 6.
- sezon 2021/2022: 3.

#### Miejsca na podium w zawodach
1. Veysonnaz – 14 marca 2015 (snowcross) – 3. miejsce
2. Veysonnaz – 15 marca 2015 (snowcross) – 3. miejsce
3. Feldberg – 23 stycznia 2016 (snowcross) – 3. miejsce
4. Feldberg – 24 stycznia 2016 (snowcross) – 2. miejsce
5. Pjongczang – 27 lutego 2016 (snowcross) – 1. miejsce
6. Baqueira-Beret – 20 marca 2016 (snowcross) – 3. miejsce
7. Montafon – 16 grudnia 2016 (snowcross) – 2. miejsce
8. Bansko – 4 lutego 2017 (snowcross) – 3. miejsce
9. Feldberg – 12 lutego 2017 (snowcross) – 3. miejsce
10. La Molina – 5 marca 2017 (snowcross) – 3. miejsce
11. Cerro Catedral – 9 września 2017 (snowcross) – 1. miejsce
12. Cerro Catedral – 10 września 2017 (snowcross) – 3. miejsce
13. Val Thorens – 13 grudnia 2017 (snowcross) – 2. miejsce
14. Erzurum – 20 stycznia 2018 (snowcross) – 2. miejsce
15. Feldberg – 4 lutego 2018 (snowcross) – 3. miejsce
16. Veysonnaz – 17 marca 2018 (snowcross) – 2. miejsce
17. Baqueira-Beret – 2 marca 2019 (snowcross) – 2. miejsce
18. Veysonnaz – 16 marca 2019 (snowcross) – 2. miejsce
19. Cervinia – 21 grudnia 2019 (snowcross) – 2. miejsce
20. Sierra Nevada – 7 marca 2020 (snowcross) – 1. miejsce
21. Veysonnaz – 13 marca 2020 (snowcross) – 2. miejsce
22. Reiteralm – 18 lutego 2021 (snowcross) – 3. miejsce
23. Bakuriani – 5 marca 2021 (snowcross) – 2. miejsce
24. Montafon – 10 grudnia 2021 (snowcross) – 3. miejsce
25. Krasnojarsk – 8 stycznia 2022 (snowcross) – 2. miejsce
26. Krasnojarsk – 9 stycznia 2022 (snowcross) – 2. miejsce
27. Cortina d’Ampezzo – 29 stycznia 2022 (snowcross) – 2. miejsce